# Schneerose
Die Schneerose (Helleborus niger), genannt meist Christrose oder Schwarze Nieswurz, ist eine Pflanzenart aus der Gattung Nieswurz (Helleborus) in der Familie der Hahnenfußgewächse (Ranunculaceae). Sie ist vor allem durch ihre frühe Blütezeit und die Verwendung ihrer Sorten mit auffallend großen, weißen Blüten als Gartenzierpflanze bekannt.

## Beschreibung

### Vegetative Merkmale

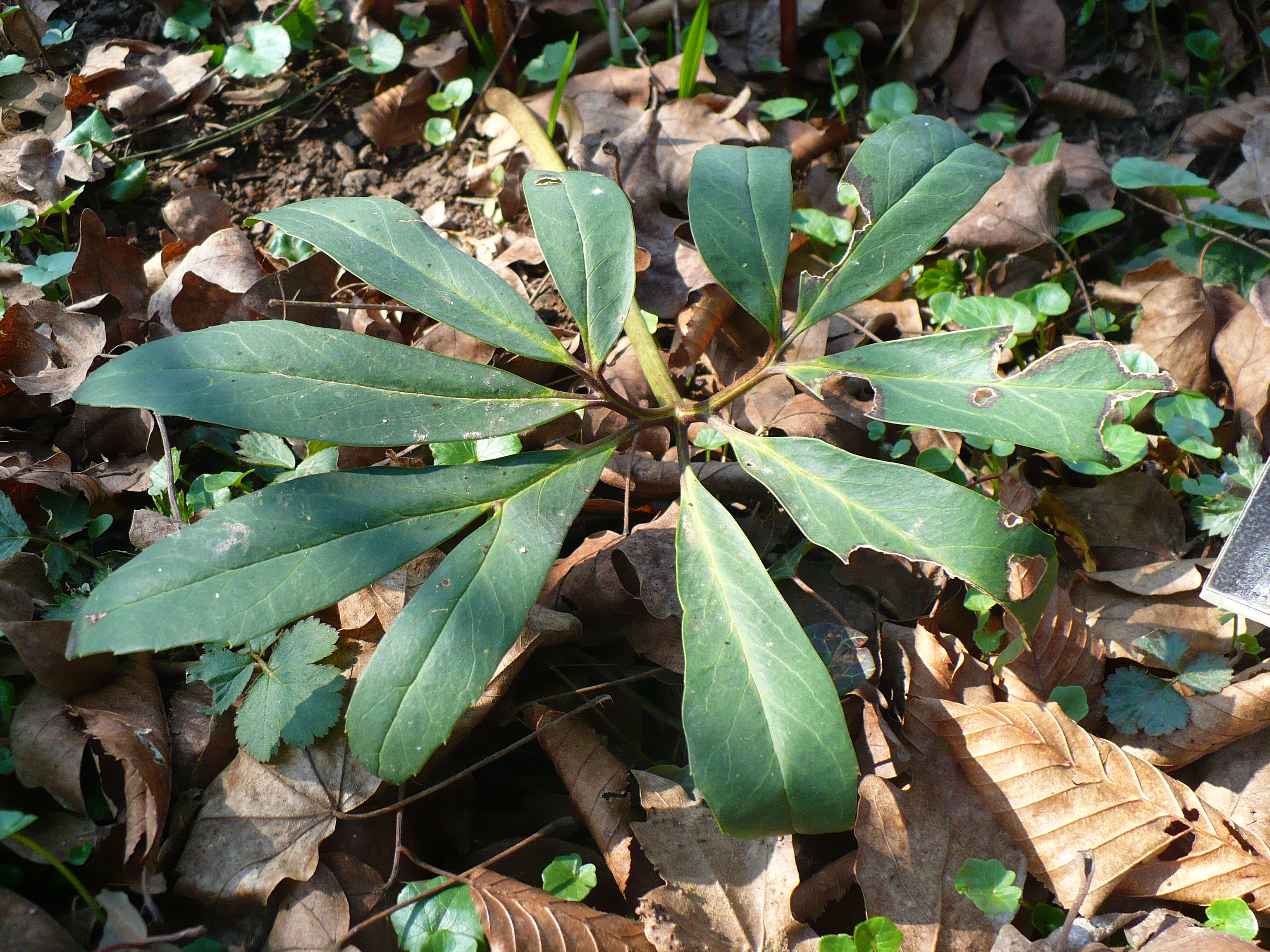
Blätter

Die Schneerose ist eine immergrüne, ausdauernde krautige Pflanze und erreicht Wuchshöhen von 10 bis 30 Zentimetern. Sie besitzt ein schwarzes Rhizom und schwarze Wurzeln. Individuen können an geeigneten Standorten bis zu 25 Jahre alt werden.
Die am Grund lang gestielten Laubblätter sind „fußförmig“ in sieben bis neun Abschnitte gegliedert. Die einzelnen Abschnitte sind lanzettlich mit ganzrandigem oder gezähntem Blattrand. Die ledrigen Grundblätter sind tiefgrün. Am Stängel befinden sich ein bis zwei (selten drei) blasse, ovale Hochblätter. Die frostempfindlichen Blätter sind an ihrem natürlichen Standort durch Schnee geschützt.

### Generative Merkmale

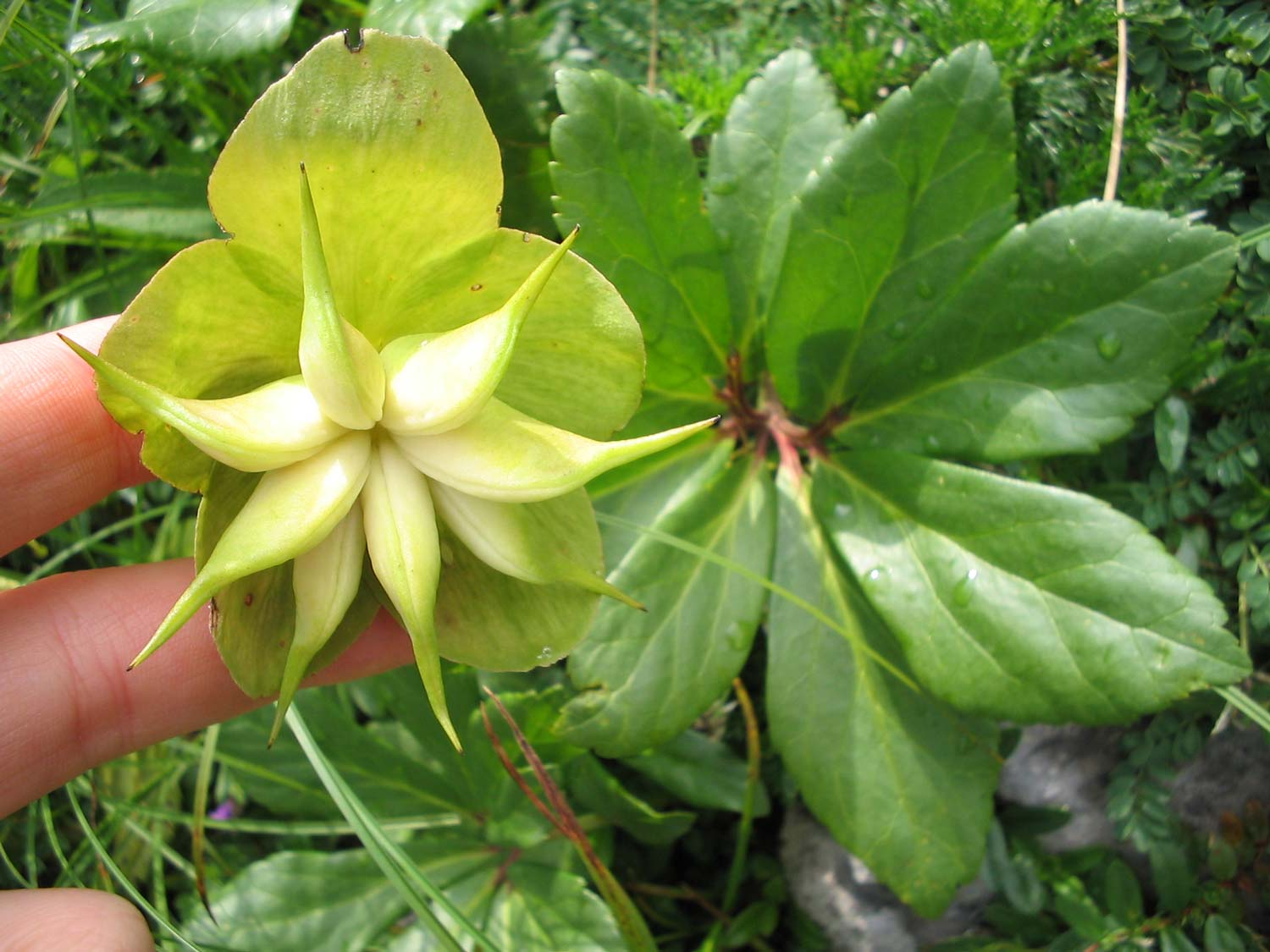
Balgfrüchte: Die umgewandelten Kelchblätter sind bereits „ergrünt“.

Die Hauptblütezeit ist von Februar bis April; sie kann jedoch je nach Schnee- und Höhenlage auch schon im November beginnen bzw. im Mai enden. Die Blüten sind endständig und stehen einzeln (selten zu zweit oder dritt) am meist unverzweigten Stängel. Die Blüte erreicht einen Durchmesser zwischen 5 und 10 Zentimetern. Die weiße oder rötliche Blütenhülle (Perigon) setzt sich aus fünf eiförmigen Kelchblättern zusammen, die einen kronblattartigen Schauapparat bilden. Die Blütenhüllblätter sind während des Abblühens grünlich oder durch Anthocyane rötlich überlaufen und bleiben lange erhalten.
Die eigentlichen Kronblätter sind zu gelben bis gelbgrünen, tütenförmigen Nektarblättern umgebildet. Diese sondern reichlich Nektar ab und duften anders sowie intensiver als die Blütenhülle. Die zahlreichen, gelben Staubblätter sind an der verlängerten Blütenachse spiralig angeordnet.
Aus den drei bis acht nur an der Basis verwachsenen Fruchtblättern entwickeln sich Balgfrüchte mit zahlreichen Samen. Die Reifezeit der Samen, die einen Ölkörper (Elaiosom) besitzen, fällt in den Frühsommer.
Die Chromosomenzahl beträgt 2n = 32.

## Ökologie

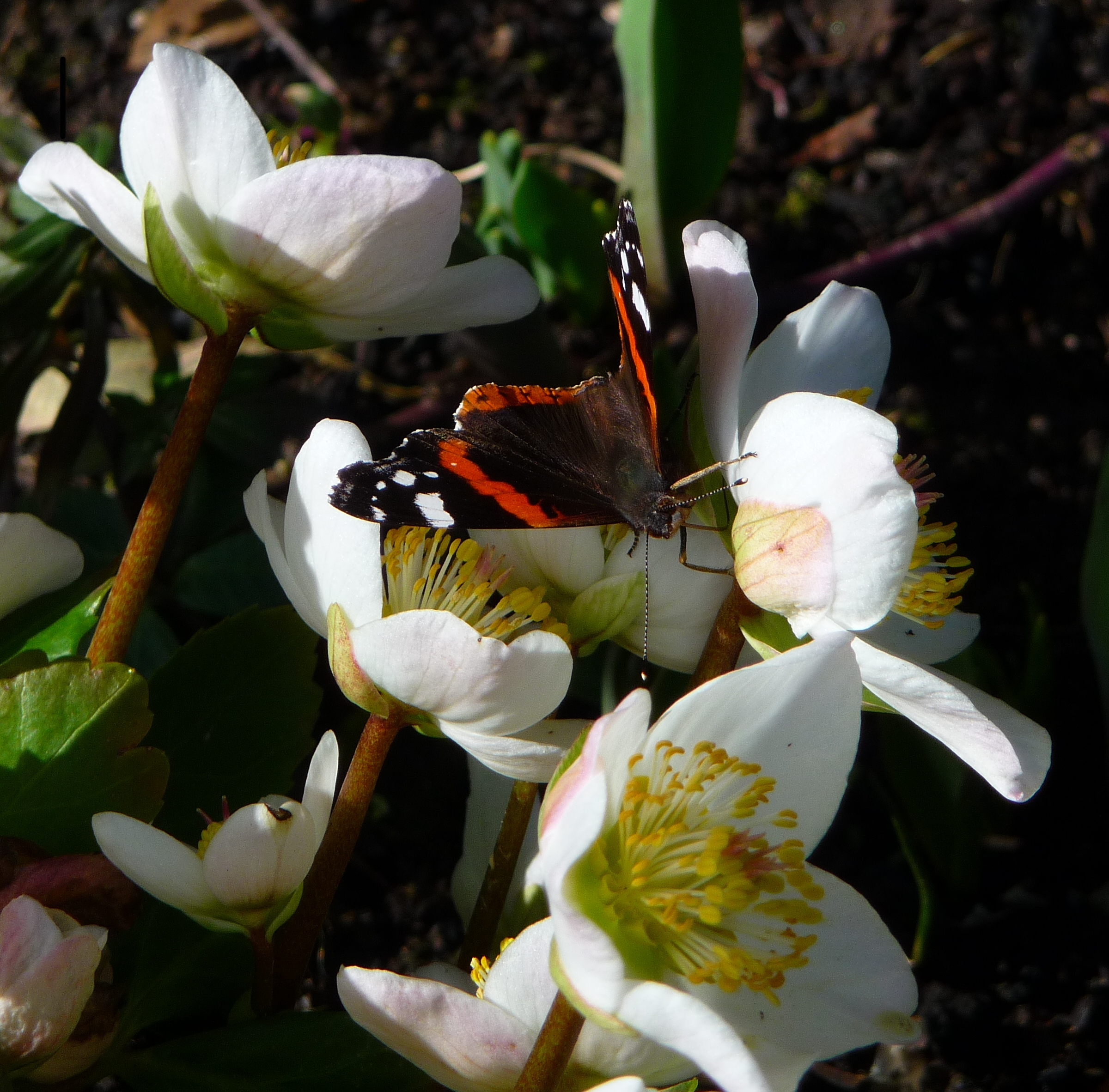
Frühe Futterpflanze für Schmetterlinge, hier ein Admiral

Die Schwarze Nieswurz ist ein Hemikryptophyt.
Die vorweibliche (Protogynie) Schalenblume wird vor allem durch Bienen, Hummeln und Falter sowie pollenfressende Insekten bestäubt. Die duftenden Nektarblätter absorbieren im Gegensatz zur Blütenhülle UV-Licht, wodurch UV-sichtige Insekten, insbesondere Bienen und Hummeln, angelockt werden.
Aufgrund der sehr frühen Blütezeit ist eine Bestäubung durch Insekten nicht immer gesichert. Die Schneerose gleicht diesen Nachteil dadurch aus, dass die Narben sehr lange befruchtbar bleiben und im ungünstigsten Fall auch den eigenen Pollen für eine Selbstbestäubung (Autogamie) aufnehmen können.
Da die alten Laubblätter bereits mit dem Aufblühen absterben, bilden nach erfolgreicher Befruchtung die Blütenhüllblätter Chloroplasten aus und übernehmen die Photosynthese. Die Photosyntheseleistung kann hierbei ein Drittel der ausgewachsenen Laubblätter betragen und ermöglicht so die Ausbildung der Früchte. Erst nach der Reife der Früchte wachsen neue Laubblätter heran.
Die Samen werden wegen eines fettreichen Anhängsels vor allem durch Ameisen ausgebreitet (Myrmekochorie), aber auch Schnecken tragen zur Ausbreitung bei.

## Vorkommen

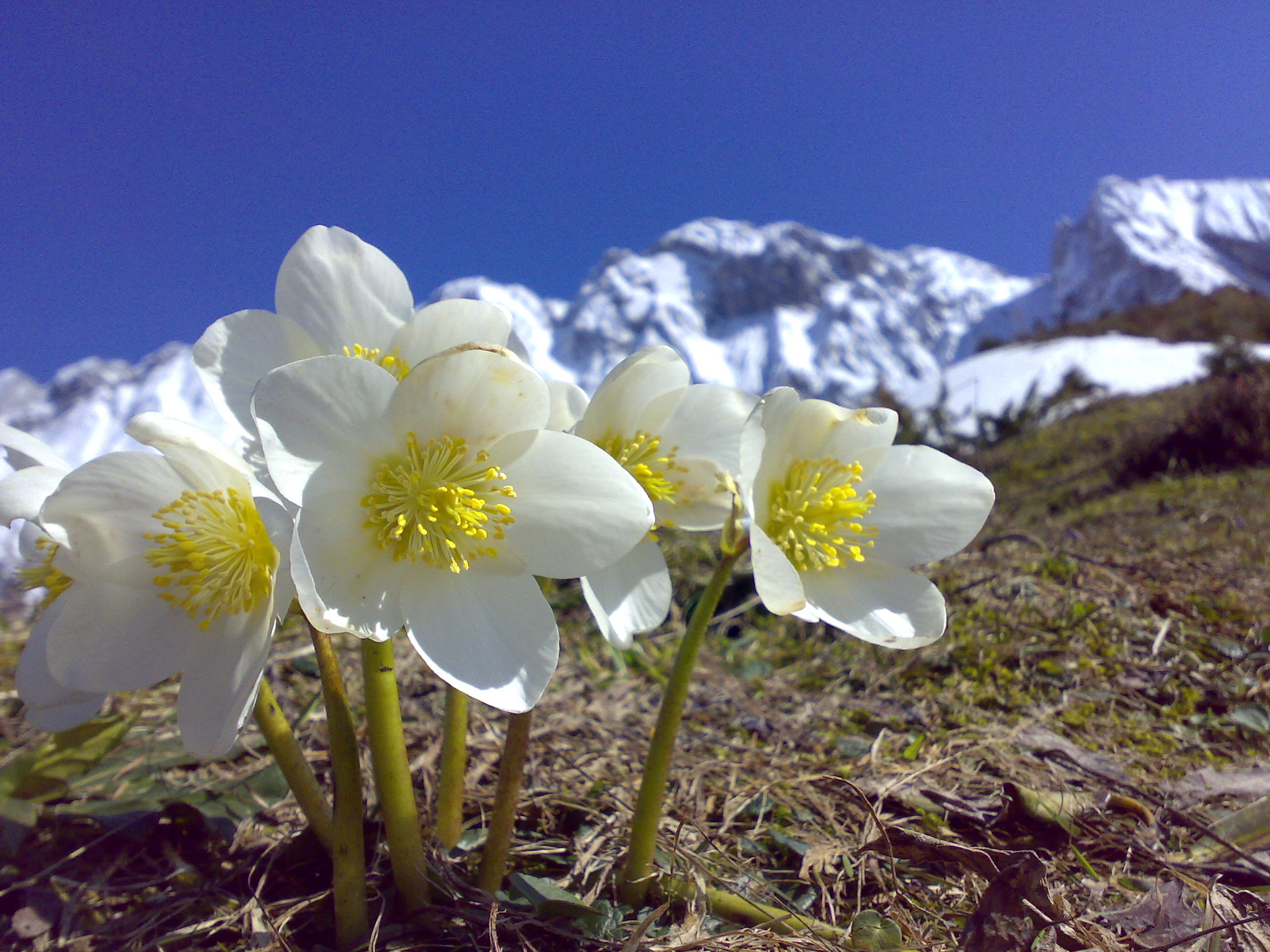
Schneerosen am Wilden Kaiser (Tirol)

Das natürliche Verbreitungsgebiet umfasst die östlichen Nord- und Südalpen, westwärts bis nach Vorarlberg. Weiterhin ist Helleborus niger im Apennin und im nördlichen Balkan verbreitet. Sie kommt von der Tallage bis in eine Höhenlage von 1900 Metern vor. In den Berchtesgadener Alpen steigt Helleborus niger bis in eine Höhenlage von 1560 Metern auf. In Deutschland ist sie nur in Bayern heimisch; in den Allgäuer Alpen ist sie nicht urwüchsig.
Häufiger kommt die Schneerose in Österreich, außer in Wien und im Burgenland, vor. In Slowenien ist Helleborus niger in den Julischen Alpen rund um den Triglav anzutreffen.
Die ökologischen Zeigerwerte nach Landolt et al. 2010 sind in der Schweiz: Feuchtezahl F = 2+ (frisch), Lichtzahl L = 3 (halbschattig), Reaktionszahl R = 4 (neutral bis basisch), Temperaturzahl T = 3+ (unter-montan und ober-kollin), Nährstoffzahl N = 3 (mäßig nährstoffarm bis mäßig nährstoffreich), Kontinentalitätszahl K = 4 (subkontinental).
Als Standort bevorzugt die kalkstete Pflanzenart buschige Hänge, lichte Buchen- und Buchenmischwälder, aber auch Fichtenwälder und im Süden Flaum-Eichen-Wälder. Sie kann bis in die Krummholzzone aufsteigen.
Die Schneerose ist vor allem in der Pflanzengesellschaft Seggen-Buchenwald (Carici-Fagetum) und anderen Buchenwäldern (Fageten) der Ostalpen anzutreffen, weiterhin auch im Verband Schneeheide-Kiefernwälder (Erico-Pinion), wo sie mit der Schneeheide (Erica carnea) vergesellschaftet ist, oder in der Ordnung Wärmegebundene Eichenmischwälder (Quercetalia pubescenti-petraeae).
Sorten von Helleborus niger werden auch häufig kultiviert; sie verwildern selten.

## Gartenpflanze

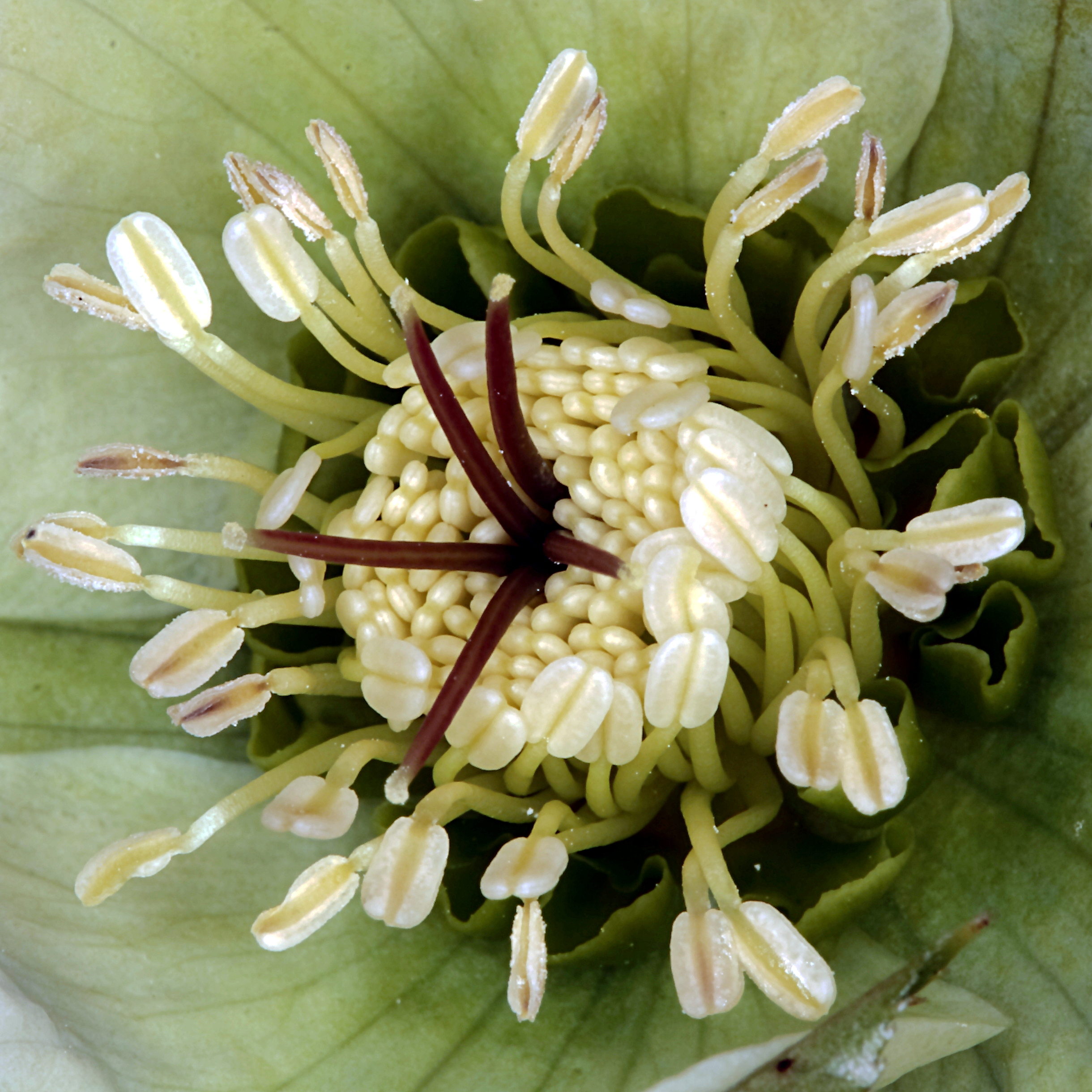
Blüte im Detail

Da die Staude erst nach einigen Jahren schöne, dichtbuschige Bestände bildet, empfiehlt Barlages Großes Buch der Gartenblumen, den Standort mit Bedacht zu wählen, gerne am Gehölzsaum in Steingärten. Sie brauche Halbschatten, humosen, durchlässigen, alkalischen Boden und bis zum Juni ausreichend Feuchtigkeit. Pro Quadratmeter brauche man acht Pflanzen. Zur Vermehrung ist neben der Aussaat die Teilung älterer Pflanzen im Herbst oder nach der Blüte möglich. Schnecken fressen die jungen Triebe.
Die Schneerose ist aufgrund ihrer frühen Blüte und ihrer auffälligen weißen Blüten schon seit dem 16. Jahrhundert in mitteleuropäischen Gärten zu finden. Conrad Gessner beschrieb 1561 eine rosablütige Form. Die frühe Einführung ist auch darauf zurückzuführen, dass diese Pflanze in der Pflanzenheilkunde genutzt wurde. Besonders im 19. Jahrhundert entstanden Zuchtsorten, die größere Blüten und einen reichlicheren Blütenansatz als die Wildart aufwiesen. Bunte Sorten entstanden durch Einkreuzung der in der Türkei beheimateten Orientalischen Nieswurz.
Es sind Sorten mit gesprenkelten und gepunkteten Blütenblättern bekannt. In Gruppen wirken sie prächtig, da sich Laub und Blüten gut vom winterlichen Garten abheben.

## Naturschutz und Gefährdung
Die Schneerose ist nach der Bundesartenschutzverordnung besonders geschützt und nach der Roten Liste Deutschland als gefährdet (3) eingestuft. Gefährdungsfaktoren sind vor allem Ausgraben und Sammeln der Pflanze. In Österreich ist sie im Bereich der Westalpen und im Gebiet der böhmischen Masse gefährdet. In Oberösterreich gilt die Schneerose nach Oö. NSchG 2001 als teilweise geschützte Pflanze. In Kärnten ist sie in Anhang III der Pflanzenartenschutzverordnung mit „H“ geführt, was laut § 3 einen teilweisen Schutz begründet.

## Systematik
Helleborus niger tritt in zwei Unterarten auf, die durch Übergänge miteinander verbunden sind.
- Helleborus niger subsp. niger: Nominatform mit glänzenden, dunkelgrünen Blättern. Die Abschnitte der Blätter sind im vorderen Drittel am breitesten und haben am Blattrand nach vorne gekrümmte Zähne. Diese Unterart ist die viel häufigere und kommt im ganzen Verbreitungsgebiet der Art vor.[10]
- Helleborus niger subsp. macranthus (Freyn) Schiffner: Diese Unterart hat matte, bläulichgrüne Blätter. Die Abschnitte der Blätter sind um die Mitte am breitesten und haben am Blattrand feine, seitlich abstehende Zähne. Das sehr kleine Verbreitungsgebiet reicht von Südtirol bis ins Tessin.

## Namen
Der Gattungsname stammt von altgriechisch ἑλλέβορος helléboros, deutsch ‚Nieswurz‘. Das lateinische Artepitheton niger bezieht sich auf das schwarze Rhizom dieser Pflanzenart. Der Name Schwarze Nieswurz (lateinisch Helleborus niger, auch Elleborus niger) verweist sowohl auf das schwarze Rhizom als auch auf die Verwendung als Niespulver. Mit „Nieswurz“ allein kann in alten Texten sowohl die Schneerose als auch der (Weiße) Germer gemeint sein.
Der volkstümliche Name „Schneerose“ bezieht sich auf die extrem frühe Blütezeit, „Christrose“ hingegen auf die Tradition, sie so zu kultivieren, dass sich die Blüten zu Weihnachten entfalten, weswegen die Pflanze auch „Weihnachtsrose“ genannt wird. In Österreich nennt man die Schneerose auch „Schneebleamal“ (Schneeblume), „Märzenkaibl“ und „Krätzenblum“. Andere regionale Bezeichnungen sind „Brandwurzel“, „Feuerwurzel“, „Frangenkraut“, „Gillwurz“, „Weihnachtsrose“, „Winterrose“.

## Giftigkeit
Die Pflanze ist vor allem durch den Gehalt an Saponinen und Protoanemonin stark giftig.
In der Gattung Helleborus kommen starke Herzgifte hinzu, Helleborin, und insbesondere das stark herzwirksame Steroidsaponin Hellebrin (ein schleimhautreizendes Saponin), das ähnlich wie die Herzglykoside der Gattung Fingerhüte (Digitalis) verwendet werden kann. Alle Pflanzenteile sind giftig. Die stärkste Helleborin-Konzentration findet sich im Wurzelstock. Daher werden Vergiftungen bei Menschen durch Schneerosen eher selten beobachtet. So heißt es „Heute gehen zuerst die Rinder daran zugrunde“.
Vergiftungssymptome sind Schwindel, Durchfall und Kollaps. Sie ähneln denen einer Herzglykosid-Vergiftung.

## Mensch und Schneerose

### Geschichte
Seit Plautus ist die Bezeichnung elleborum, elleborus (mittellateinisch helle-) gebräuchlich und bezeichnet zwei als Niesmittel verwendete Giftpflanzen: Einerseits den Weißen Germer (Veratrum album), andererseits die Nieswurz (Helleborus), die jeweils als elleborus albus/candidus bzw. als elleborus niger bekannt waren. Die Unterscheidung durch das Farbadjektiv wird durch Plinius den Älteren erwähnt. Die Pflanzen wurden vor allem als Mittel gegen Wahnsinn und Epilepsie geschätzt, da nach der antiken Humoralpathologie psychische Erkrankungen durch einen Überschuss an schwarzer Galle erklärt wurden und Niesen als beste Abhilfe galt.
So sagt bei Plautus (in den Menaechmi 950) der Arzt: „elleborum potabis faxo aliquos viginti dies“ (du wirst Nieswurz trinken und das 20 Tage). Der Patient antwortet: „neque ego insanio“ (aber ich bin doch nicht verrückt).
Erwähnungen im Umfeld des antiken Griechenlands beziehen sich mit großer Sicherheit nicht auf die Schneerose, sondern auf die Rundblättrige Nieswurz (Helleborus cyclophyllus), evtl. auch auf die Orientalische Nieswurz (Helleborus orientalis), da die Schneerose dort nicht verbreitet ist. Ihr Areal endet auf der mittleren Balkanhalbinsel.

### Heilkunde

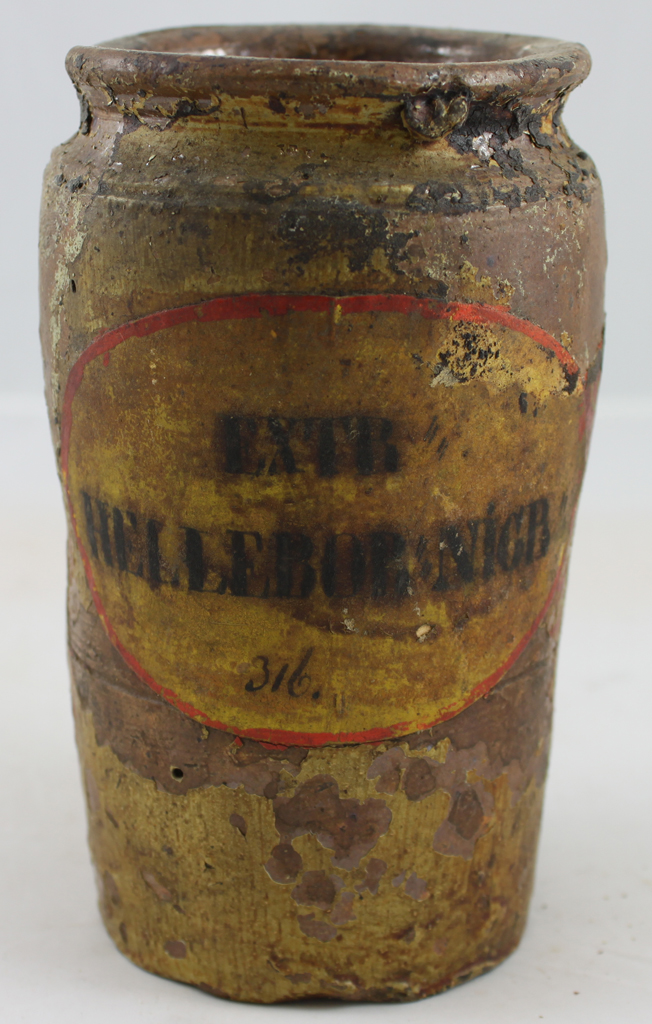
Apothekenstandgefäß Extractum Hellebori nigri, Hamburg, erste Hälfte des 19. Jahrhunderts

Die in der Antike beschriebene, aus heutiger Sicht nicht sicher identifizierbare Pflanze „Schwarze Nieswurz“ (helleborus niger) wurde beispielsweise als Purgiermittel bei Krampfleiden und Wutanfällen sowie „Melancholie“, als menstruationsförderndes Mittel, aber auch als Abtreibungsmittel (die mögliche embryotötende Wirkung war bereits Dioskurides bekannt) und gegen Zahnschmerzen, verabreicht. Die Wurzel der „Schwarzen Nieswurz“ war seit dem 15. Jahrhundert als Radix hellebori nigri offizinell, wobei erst im 18. Jahrhundert speziell die Schneerose als Lieferant festgelegt wurde. Sie wurde als Herzmittel und harntreibendes Medikament genutzt. Allerdings wiesen bereits im 16. und 17. Jahrhundert Kräuterbücher auf die Giftigkeit sowie auf die Gefahr einer Überdosierung dieser Pflanze hin: „Drei Tropfen machen rot, 10 Tropfen machen tot“.
Im hochmittelalterlichen Compendium Salernitanum (1160–1170) finden sich Hinweise zu Helleborus, und auch Pietro d’Abano (1257–1315) zählt in seinem Conciliator die Nieswurz auf. Das Circa instans schildert das aus der Schwarzen Nieswurz gewonnene Pulver als erfahrungsgemäß ebenso wirksam gegen Hämorrhoiden wie das Spießglanzpulver antimonium. In der frühen Neuzeit erwähnt Paracelsus (1493/94–1541) Helleborus niger im Herbarius als Diuretikum, Purgans und Geriatrikum. Um 1900 untersuchte erstmals R. Wybauw die Herzwirkung von Helleborus niger. Es gelang allerdings nicht, ein medizinisches Präparat erfolgreich in den Handel zu bringen. Die Schwarze Nieswurz wird heute nicht mehr als Phytotherapeutikum, sondern nur noch in der Homöopathie benutzt. Durch das gemeinsame Vorkommen des Hellebrins mit Protoanemonin und Saponinen ist die Pflanze medizinisch nicht nutzbar; nur isoliertes Hellebrin lässt sich verwenden.
Von der Antike bis in die frühe Neuzeit wurde das gelegentlich mit dem aus dem Arabischen stammenden Begriff condisum bezeichnete Mark der Nieswurz (insbesondere von Veratrum album und Helleborus niger) nicht nur als harntreibendes, sondern auch menstruationsförderndes sowie überschüssige oder verdorbene Säfte purgierendes Arzneimittel benutzt.
Laut Culpepers Herbal untersteht die Pflanze dem Saturn und ist so finster, dass es sicherer sei, sie in der Zubereitung eines Alchemisten zu sich zu nehmen als in reiner Form. Auch seien, wegen des ausgeglicheneren Klimas, heimische Wurzeln besser als solche aus dem Ausland. Die Wurzel sei – wie bereits Dioskurides in der Antike beschrieben hatte – gut gegen alle Arten der Melancholie, besonders diejenigen, die lange andauern. Ferner helfe sie gegen Wechselfieber, Wahnsinn, Epilepsie, Lepra, Gelbsucht, Gicht, Ischias und Zuckungen. Als Pessar genutzt führe die Wurzel zu sehr heftigen Monatsblutungen. Als Pulver auf Geschwüre gestreut verzehre sie das tote Fleisch und führe zu augenblicklicher Heilung. Culpeper gibt auch ein Rezept für Christrosen-Wein an. Dafür werden zwei Schneerosen kleingeschnitten (zwei Unzen) und mit zwei Pfund spanischen Weins gemischt, den man in einer Phiole oder verschlossenen Flasche während der Hundstage in die Sonne stellte.
Gegen eine Vergiftung mit der Pflanze helfe Ziegenmilch.
Helleborus war im Altertum berühmt als Abführmittel und Heilpflanze, Melampus soll damit die Töchter des Königs Proitos vom Wahnsinn geheilt haben. Schon Hippokrates beschreibt seine Anwendung, Dioskurides empfiehlt es als Abführmittel, Emmenagogum, bei Epilepsie, Melancholie, Wutanfällen, Gicht, Lähmung, Schwerhörigkeit, Krätze und als Mundspülung. Kräuterbücher des Mittelalters kennen es. Es gab auch Anwendungen als Altersmittel zur Lebensverlängerung. In Matthiolus‘ New-Kreuterbuch von 1626 ist das Mittel abführend, galle- und schleimtreibend. Nach von Haller (1755) hilft es „wider alle hartnäckigen Verstopfungen der Pfortader und der Milz“ und führt die „dicken melancholischen Säfte“ aus. Auch bei Osiander und bei Hufeland kommt es vor. Die Neuzeit kennt auch Heilungsberichte bei Depression und Psychotrauma mit versiegtem Milch- und Regelfluss. Madaus zitiert noch Arbeiten zur russischen und tschechischen Volksmedizin. Er hält Helleborus niger für ein gutes Mittel bei Stauungen von Nieren, Uterus und Hirn, bei Meningitis, Eklampsie, Epilepsie, Hydrocephalus, stuporösen Psychosen, Kollaps, Schwindel mit Übelkeit beim Bücken. Es passe bei Scharlachnephritis, nach anderen auch bei Gicht, Gesichtsschmerz oder Hodenentzündung. Samuel Hahnemanns Habilitation De helleborismo veterum (1812) enthält einen Abschnitt zu Helleborus niger, mit historischen Indikationen wie Melancholie, Epilepsie, Lähmung, Gelenkkrankheiten, Leberentzündung und Hautkrankheiten. Im Übrigen kommt Hahnemann zu dem Schluss, die alten Griechen hätten bis nach Hippokrates ausschließlich Veratrum album als „Helleborus“ (griechisch ἑλλέβορος) gekannt. Die Homöopathie nutzt Helleborus bei ängstlicher Depression oder Denkstörung nach Hirnblutung. Die Anthroposophische Medizin sieht die Christrose seit Rudolf Steiner als mögliches Krebsmittel für Männer. Für Johannes Wilkens ist sie überhaupt eines der größten Heilmittel.
In der Volksmedizin findet die Schneerose noch heute als Brech- und Abführmittel sowie gegen Wassersucht und Harnverhalt Verwendung.
In der Tierheilkunde wurde die Pflanze im England des 17. Jahrhunderts als Mittel gegen Husten und Vergiftung eingesetzt. Dazu stach man dem betreffenden Tier ein Loch ins Ohr, durch das einen Tag und eine Nacht lang ein Stück Christrosenwurzel gesteckt wurde. Schweinen wurden gegen die Schweinepest Blüten ins Ohr gesteckt.

### Sonstiges
Die ganzjährig verfügbaren grünen Blätter mit fester Konsistenz lassen sich gut schneiden. Für Biologiestudenten sind sie daher ein beliebtes Objekt im Mikroskopierkurs.
Die Behandlung Wahnsinniger mit Helleborus war in der Antike sprichwörtlich. So rät Horaz in seinen Satiren, gegen den verbreiteten Geiz alle Nieswurz zu verabreichen, die man fände. Der Legende nach soll St. Martin sich im Exil an der Christrose vergiftet, kraft des Gebetes aber überlebt haben. Das bekannte Weihnachtslied Es ist ein Ros entsprungen meint wohl die Christrose. In Wilhelm Hauffs Märchen Der Zwerg Nase (1826) gibt es ein Heilkraut „Niesmitlust“. Eduard Mörike dichtete Auf eine Christblume (1842). Weitere Gedichte sind Johannes Trojans Die Christrose hebt ihr weißes Haupt, Hermann Linggs Die weiße Weihnachtsrose, Kurt Herthas Es blüht eine Rose zur Weihnachtszeit. In Paolo Mantegazzas Blumenmärchen zieht sich der verratene Held, der auf Rache verzichtete, in die Berge zurück, seinen Leichnam umwachsen die ersten Schneerosen. Ludwig Ganghofers Roman Der Klosterjäger (1892) erwähnt die Schneerose als Symbol ewigen Lebens und Heilmittel. Selma Lagerlöfs Legende von der Christrose (1908) handelt von Gnade für eine Räubermutter dank der Blume im Weihnachtsgarten im dunklen Wald. In Christian Signols Roman Wenn die Christrose blüht (2002) verhilft sie zu Heilung von Leukämie.